# Jemeńska Republika Arabska
Jemeńska Republika Arabska (arabski: الجمهوريّة العربية اليمنية [al-Jamhūrīyah al-`Arabīyah al-Yamanīyah]) znana też jako Jemen Północny albo Jemen (Sana) – państwo istniejące w latach 1962–1990 w zachodniej części dzisiejszego Jemenu. Jego stolicą była Sana.
Jemeńska Republika Arabska powstała 27 września 1962, kiedy reprezentujący ideologię panarabizmu jemeńscy republikanie przeprowadzili inspirowany przez Egipt zamach stanu i obalili monarchię. Spowodowało to wybuch kilkuletniej wojny domowej pomiędzy stroną republikańską a sponsorowanymi przez Arabię Saudyjską rojalistami. Sytuację załagodziło dopiero wycofanie się wojsk egipskich w 1967, co doprowadziło do uznania państwa przez Arabię Saudyjską w 1970.
Na przełomie lat 60. i 70. władzę przejęły siły lewicowe, które rozpoczęły proces zbliżenia z Ludowo-Demokratyczną Republiką Jemenu. Zaowocował on ogłoszeniem w 1972 wspólnej deklaracji o dążeniu do zjednoczenia obu państw.
Drogę do zjednoczenia przerwał konflikt w 1979. Rząd północnojemeński oskarżył Jemen Południowy o ingerencję w sprawy Jemenu Północnego oraz o finansowanie lewicowych rebeliantów. Wybuchowi wojny zapobiegła jedynie interwencja Ligi Państw Arabskich.
Do ponownego zbliżenia obu państw jemeńskich doszło w 1988, kiedy w obliczu rozpadu systemu komunistycznego w Europie Wschodniej Jemen Południowy znalazł się w ciężkim położeniu. W listopadzie 1989 podpisano deklarację zjednoczeniową, zgodnie z którą 22 maja 1990 oba państwa jemeńskie utworzyły Republikę Jemenu.